# Evghenia Guțul
Evghenia Guțul (Etulia, 5 de septiembre de 1986) es un jurista y política moldava, que se ha desempeñado como gobernadora de Gagaúzia desde el 19 de julio de 2023.
Como gobernadora, ha buscado tener relaciones más estrechas con Rusia. Tras la prohibición de su partido por parte de las autoridades moldavas, ha sido independiente.

## Biografía
Guțul nació el 5 de septiembre de 1986 en el pueblo de Etulia, un pueblo gagaúzo en la RSS de Moldavia de la Unión Soviética. Está casada y tiene dos hijos, y continúa manteniendo a Etulia como su lugar de residencia permanente.
Antes de las elecciones de 2023, Guțul no tenía antecedentes políticos significativos. Después de graduarse como abogada, trabajó como operadora telefónica de 2012 a 2014. Después trabajó como operadora de telecomunicaciones, representante comercial y archivera. Guțul solo entró en política cuando trabajó como secretaria de la sucursal local del Partido Șor en 2018.

## Carrera política
Guțul ha construido su carrera política como activista prorrusa. El 22 de marzo de 2023, fue seleccionada como candidata a gobernadora de Gagauzia por el Partido Șor. Durante la campaña electoral, Guțul prometió que si era elegida, construiría un aeropuerto por valor de 100 millones de euros, aumentaría los salarios de los trabajadores en un 30%, construiría un parque de atracciones y haría otras inversiones en infraestructura, educación y otros sectores de la economía. Algunos periodistas describieron muchas de las promesas como poco realistas, ya que en su opinión la implementación de tales proyectos estaba más allá de los poderes del Gobernador.  Guțul fue apoyada en las elecciones por el oligarca y presidente del partido Ilan Șor, los legisladores Marina Tauber y Reghina Apostolova, así como varios artistas rusos, como Nikolai Baskov, Filipp Kirkórov y Stas Mikhaylov, así como Leonid Slutsky, el líder del partido ultranacionalista ruso LDPR.
En las elecciones para gobernador de Gagaúzia de 2023, ganó la primera ronda con 14.890 votos (26,47%), pero dado que no se obtuvo la mayoría, la segunda vuelta tuvo lugar el 14 de mayo. En la segunda vuelta, Guțul obtuvo 27.376 de los votos (52,39%), derrotando al candidato independiente Grigorii Uzun, apoyado por el Partido de los Socialistas de la República de Moldavia, que obtuvo 24.926 votos (47,66%), ganando así un mandato de 4 años al frente de la unidad autónoma. En su discurso de victoria, Guțul afirmó su intención de alinear la región más estrechamente con Rusia. Tras la prohibición del Partido Șor el 19 de junio de 2023, Guțul anunció que asumiría el cargo y gobernaría Gagauzia como independiente.

### Gobernadora de Gagaúzia
Guțul nombró a Sergei Ibrishim como jefe de la Dirección Principal del Complejo Agroindustrial de Gagauzia, la rama gubernamental a cargo de la agricultura y la industria. Un conocido rusófilo, Ibrishim escribió personalmente una carta al Kremlin instando a la intervención rusa para permitir que los bienes gagauzianos se vendieran en Rusia al mismo ritmo que antes de la retirada de Moldavia de la CEI en diciembre de 2023.
Uno de los primeros actos de Guțul en el cargo fue realizar una visita de estado a Rusia, donde se reunió con funcionarios rusos del 1 al 8 de marzo de 2024. Guțul describió tres políticas económicas clave que se crearían como resultado de su visita, la primera fue una "arancel especial del gas", independiente del arancel sobre Moldavia, sin aportaciones de los funcionarios moldavos, eludiendo las sanciones impuestas a las compañías de gas rusas. En segundo lugar, Gagauzia y sus residentes se integrarían en el sistema de pago MIR. Por último, Gagauzia tendrá un impuesto especial independiente y aranceles sobre los bienes rusos, sin la aportación del gobierno moldavo. El Instituto para el Estudio de la Guerra (ISW) ha considerado esto una forma de "chantaje energético" contra Moldavia, ya que los aranceles más bajos harían casi imposible para el gobierno moldavo reducir la dependencia de las cuatro centrales eléctricas de gas natural Gazprom de Gagauzia.
El 13 de marzo de 2024, Guțul anunció que estaba organizando una reunión con destacados políticos prorrusos de Moldavia, como Igor Dodon, Vladimir Voronin, Ilan Șor y el liderazgo del Partido del Renacimiento.
El 9 de abril de 2024, Guțul y el presidente de la Asamblea Popular de Gagauzia, Dmitry Konstantinov, firmaron un acuerdo en Moscú sobre el uso de tarjetas Mir en Gagauzia. Según Guțul, "estas medidas permitirán superar el bloqueo económico organizado por Chisinau y traer fondos a Gagauzia para financiar proyectos sociales, de infraestructura y económicos".
El 21 de abril de 2024, se celebró un congreso para unir a las fuerzas políticas de la oposición en el bloque "Victoria". Un acuerdo para ello fue firmado por Guțul, quien se convirtió en secretaria ejecutiva del consejo político nacional. En la prensa rusa, el evento fue descrito como "un congreso de políticos moldavos que apoyan la adhesión de Chisinau a la Unión Económica Euroasiática".
El 24 de abril, la fiscalía anticorrupción de Moldavia anunció que remitió un caso contra Guțul al tribunal anticorrupción. Ella podría "enfrentar hasta siete años de prisión y una prohibición de hasta cinco años de ocupar ciertos cargos o participar en actividades específicas". La Fiscalía Anticorrupción de Moldavia presentó cargos contra Guțul por recibir y contrabandear dinero de Rusia para financiar el Partido Șor.

## Sanciones internacionales
El 12 de junio de 2024, la Oficina de Control de Activos Extranjeros del Estados Unidos impuso sanciones a Guțul, congelando cualquier activo que posea en el país y prohibiendo que sus ciudadanos trataran con ella.
El 14 de octubre de 2024, el Consejo de la UE impuso sanciones personales a Guțul citando sus continuos y persistentes intentos de cambiar el orden constitucional de Moldavia promoviendo el separatismo en Gagauzia y recibiendo apoyo financiero ilegal y manteniendo vínculos con el oligarca fugitivo Ilan Sor y Rusia, lo que según las autoridades europeas constituye una amenaza para la seguridad, estabilidad y la democracia de Moldavia.

## Posiciones políticas

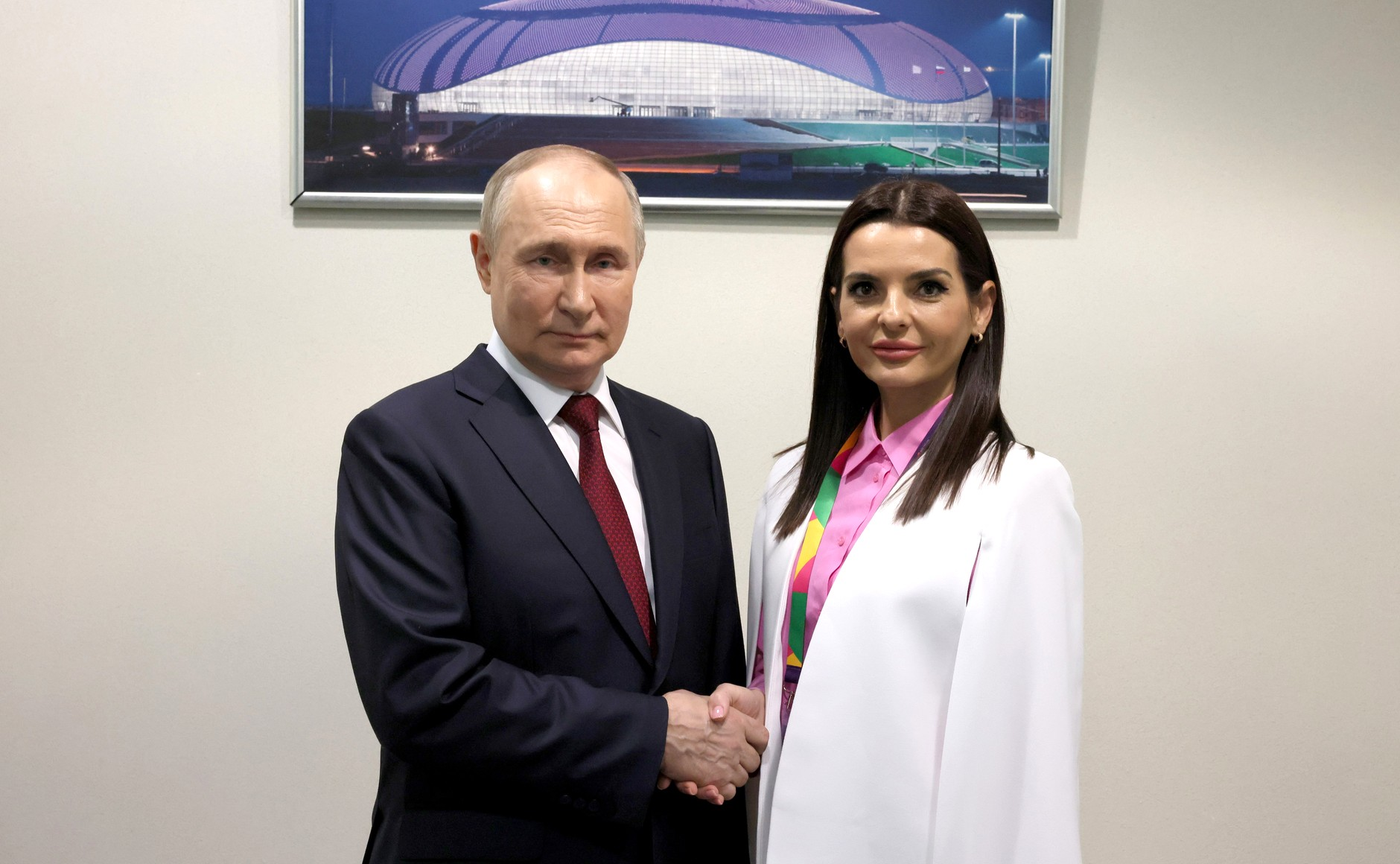
Evghenia Guțul con el presidente ruso Vladímir Putin en 2024

Es conocida por sus puntos de vista fuertemente prorrusos y pide un acercamiento con Moscú. Desde marzo de 2024, Guțul está a menudo en Moscú en visitas de trabajo. Sus declaraciones sobre la violación de los derechos de Gagaúzia son narrativas promovidas por el Kremlin. Al reunirse con Vladímir Putin, Guțul discutió "cuestiones regionales y geopolíticas complejas, en el epicentro de la región".
Además, Guțul dijo que estaba lista para abrir una oficina de representación de Gagauzia en Moscú.
Guțul dijo que en caso de una posible unificación de Moldavia con Rumania, quiere iniciar la secesión de Moldavia y está dispuesta a pedir "protección" a Rusia si esto se impide. Según Guțul, Gagauzia se opone a la unificación con Rumania, y "muchos residentes de la autonomía y toda Moldavia se oponen a la adhesión de Moldavia a la UE". El Instituto Americano para el Estudio de la Guerra señala que los recientes comentarios de Guțul sobre la posibilidad de que Gagauzia se separe de Moldavia en caso de unificación con Rumania son un intento del Kremlin "de utilizar actores prorrusos en Moldavia para desestabilizar la democracia y la sociedad moldavas, evitar la adhesión de Moldavia a la UE o incluso para justificar futuras operaciones híbridas o convencionales contra Moldavia".
La presidenta moldava Maia Sandu cree que las visitas de Guțul a Moscú significan que apoya la invasión rusa de Ucrania.